# حاجی‌مصیب
حاجی‌مصیب یکی از روستاهای استان آذربایجان شرقی است که در دهستان بناجوی غربی بخش مرکزی شهرستان بناب واقع شده‌است.این روستا ۱۰۲ نفر جمعیت دارد.